# Sender de Palaudàries

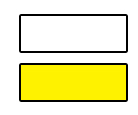
Marca de Sender de Petit Recorregut

El Sender de Palaudàries és un sender circular que surt de Lliçà d'Amunt cap al nucli històric de Palaudàries i els masos del voltant. Enllaça amb el   GR-97 

## Característiques
Durada:3:25 hores
Distància:13,650 km
Comarques:Vallès Oriental

## Descripció de l'itinerari
| Temps Totals | Distàncies Totals | Punt itinerari                                               |
| ------------ | ----------------- | ------------------------------------------------------------ |
| 0:00 h       | 0,000 km          | Lliçà d'Amunt. Plaça de l'església parroquial de Sant Julià. |
| 0:15 h       | 0,740 km          | Torrent d'en Bosc.                                           |
| 0:25 h       | 1,070 km          | Runes de Can San.                                            |
| 0:40 h       | 1,700 km          | Finca de Can Caponet.                                        |
| 0:55 h       | 2,980 km          | Camí antic de Caldes.                                        |
| 1:15 h       | 5,150 km          | Vinyes de Can cabot. Enllaç GR-97 .                          |
| 1:50 h       | 8,330 km          | Conjunt de Palaudàries.                                      |
| 2:00 h       | 8,840 km          | Camp de futbol. Enllaç GR-97 .                               |
| 2:25 h       | 10,220 km         | Passeig de Sant Valerià.                                     |
| 2:30 h       | 10,260 km         | Sant Valerià, masia de Can Cuscó.                            |
| 2:55 h       | 11,640 km         | Casa Pairal del segle xvii.                                  |
| 3:25 h       | 13,650 km         | Lliçà d'Amunt. Plaça de l'església.                          |